# Baureihe 642
De Baureihe 642 ook wel Desiro genoemd is een tweedelig dieseltreinstel met lagevloerdeel voor het regionaal personenvervoer van DB Regio.

## Geschiedenis
De uit RegioSprinter ontwikkelde RegioSprinter 2 werd als Desiro op de markt gezet. De Desiro wordt sinds 1998 geproduceerd en verder ontwikkeld als Desiro Classic. Het treinstel werd zowel met dieselmotor maar ook met elektrische aandrijving geleverd.

## Constructie en techniek
Het treinstel is opgebouwd uit een aluminium frame. Typerend aan dit treinstel is de toepassing van Scharfenbergkoppeling met het grote voorruit. De treinen werden geleverd als tweedelig dieseltreinstel met mechanische transmissie. De trein heeft een lagevloerdeel. Deze treinen kunnen tot drie stuks gecombineerd rijden. De treinen zijn uitgerust met luchtvering.

### Namen
De Deutsche Bahn (DB) hebben de volgende namen op de treinen geplaatst:
- 642 057 "Stadt Wilkau-Hasslau"
- 642 102 "Steinalben"
- 642 103 "Bierbach"
- 642 104 "Dellfeld"
- 642 105 "Hassel"
- 642 106 "Riechweiler-Mühlbach"
- 642 107 "Zweibrücken"
- 642 108 "Winnweiler"
- 642 109 "Langenlonsheim"
- 642 110 "Hochspeyer"
- 642 111 "Rockenhausen"
- 642 112 "Münchweiler/ Alsenz"
- 642 196 "Stadt Olbernhau"

## Treindiensten
De treindienst wordt door DB Regio ingezet op de volgende trajecten in Bayern en oostelijk Duitsland. Het gaat hierbij om de steden Nürnberg, Augsburg en Kempten en rondom de steden Dresden, Zwickau, Erfurt, Kaiserslautern, Leipzig, Maagdenburg, Chemnitz en Rostock.

## Foto's

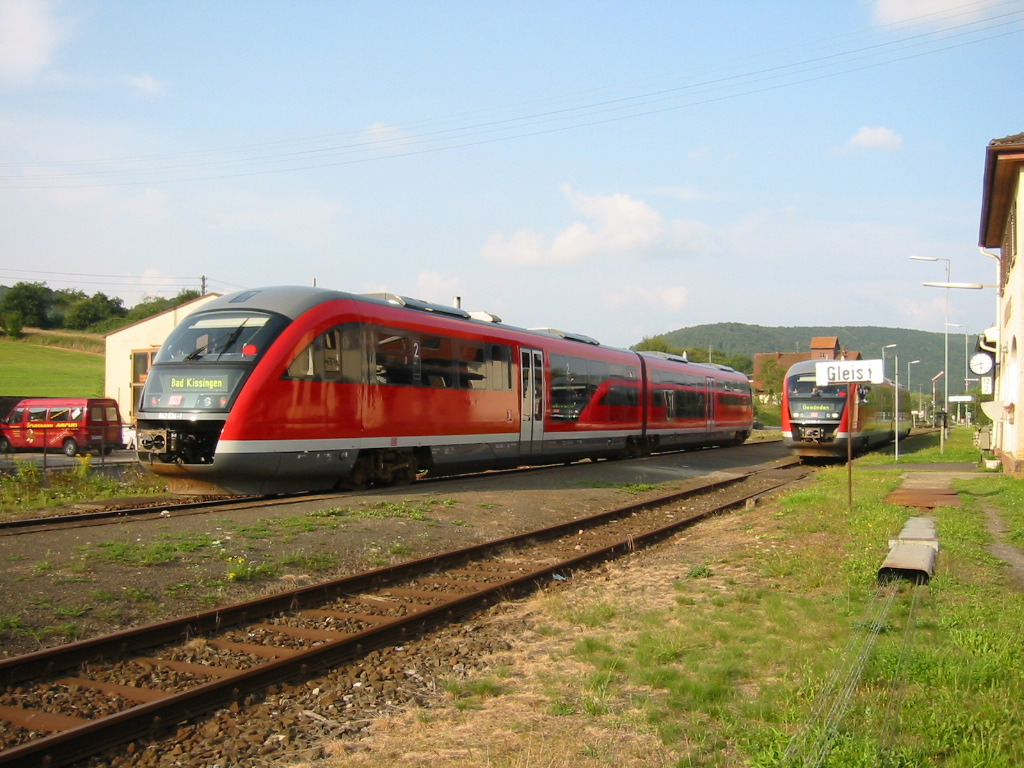
642 op 6 september 2004 te Graefendorf

In dit overzicht staan eveneens treinen van de Deutsche Bundesbahn (DB) en van de Deutsche Reichsbahn (DR)